# Rode vuurvlinder
De rode vuurvlinder (Lycaena hippothoe) is een vlinder uit de familie Lycaenidae (kleine pages, vuurvlinders en blauwtjes).

## Kenmerken
Het mannetje heeft een roodoranje kleur aan de bovenzijde van de vleugels. Langs de rand van de vleugel een smalle lichte rand (franje) aan de buitenrand, en daarbinnen een donkerder brede bruinzwarte en zo nu en dan een kleine violette kleurband. De bovenzijde van de achtervleugels is bruinachtig en violet aan de achterrand. De onderkant is vrij gelijkaardig voor beide geslachten.
Het vrouwtje heeft een roodoranje kleur, met verschillende donkere vlekken, aan de bovenzijde van de voorvleugels, maar heeft een donkerbruine kleur aan de bovenzijde van de achtervleugels. Langs de rand van de vleugel bevindt zich een smalle rand (franje), en binnen een donker breed veld. Langs de rand van de achtervleugel heeft het vrouwtje een roodoranje band met donkere ronde vlekken. De onderkant is vrij gelijkaardig voor beide geslachten.

De spanwijdte bedraagt tussen de 25 en 30 millimeter. De onderkant van de voorvleugel is oranje, met donkere vlekken. De onderkant van de achtervleugels is bruingrijs met enkele donkere ronde vlekken in smalle witte ringen. Ze hebben een geeloranje band langs de vleugelrand en een vleugje blauwgroen kleurveld bij de vleugelwortel.

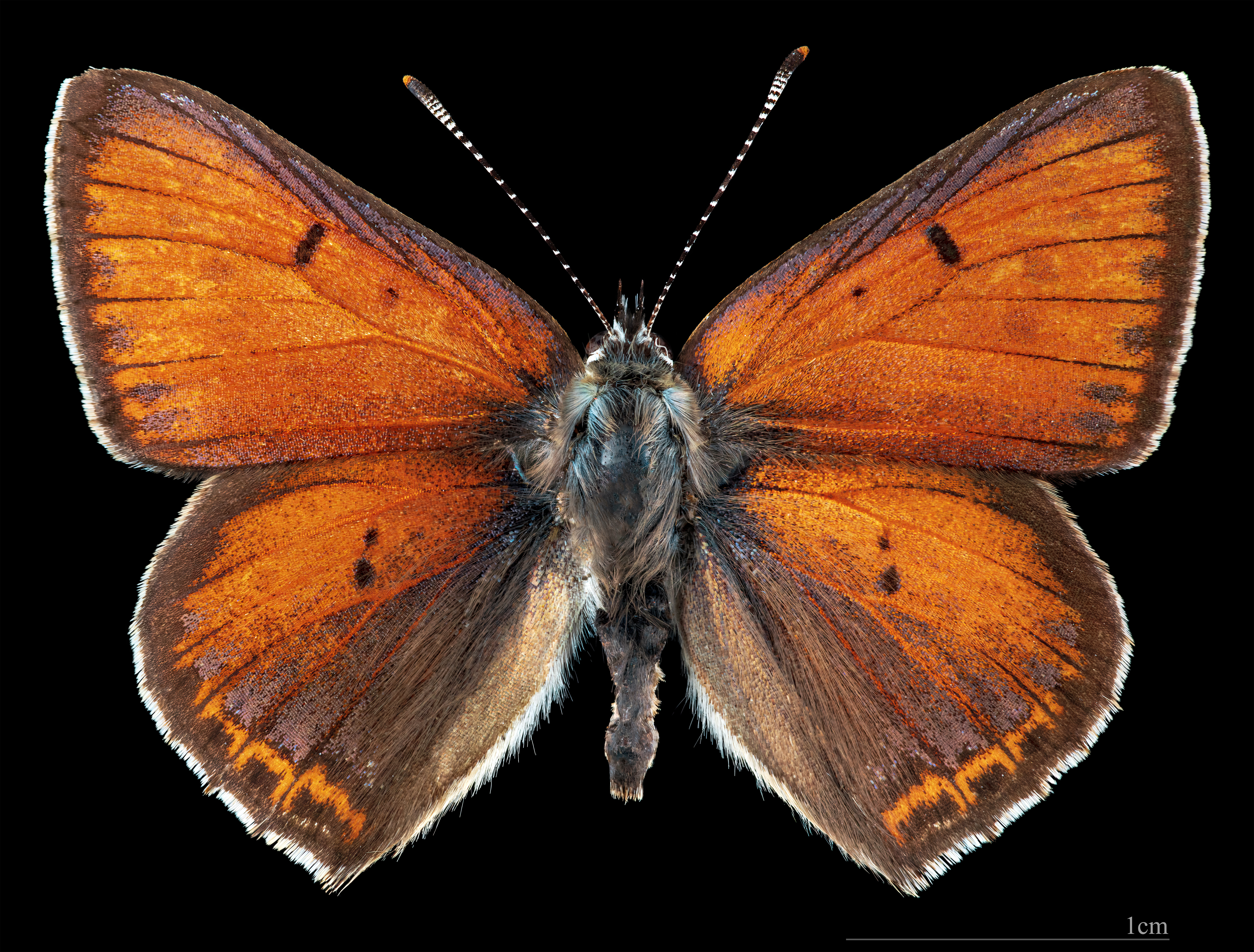
Lycaena hippothoe ♂
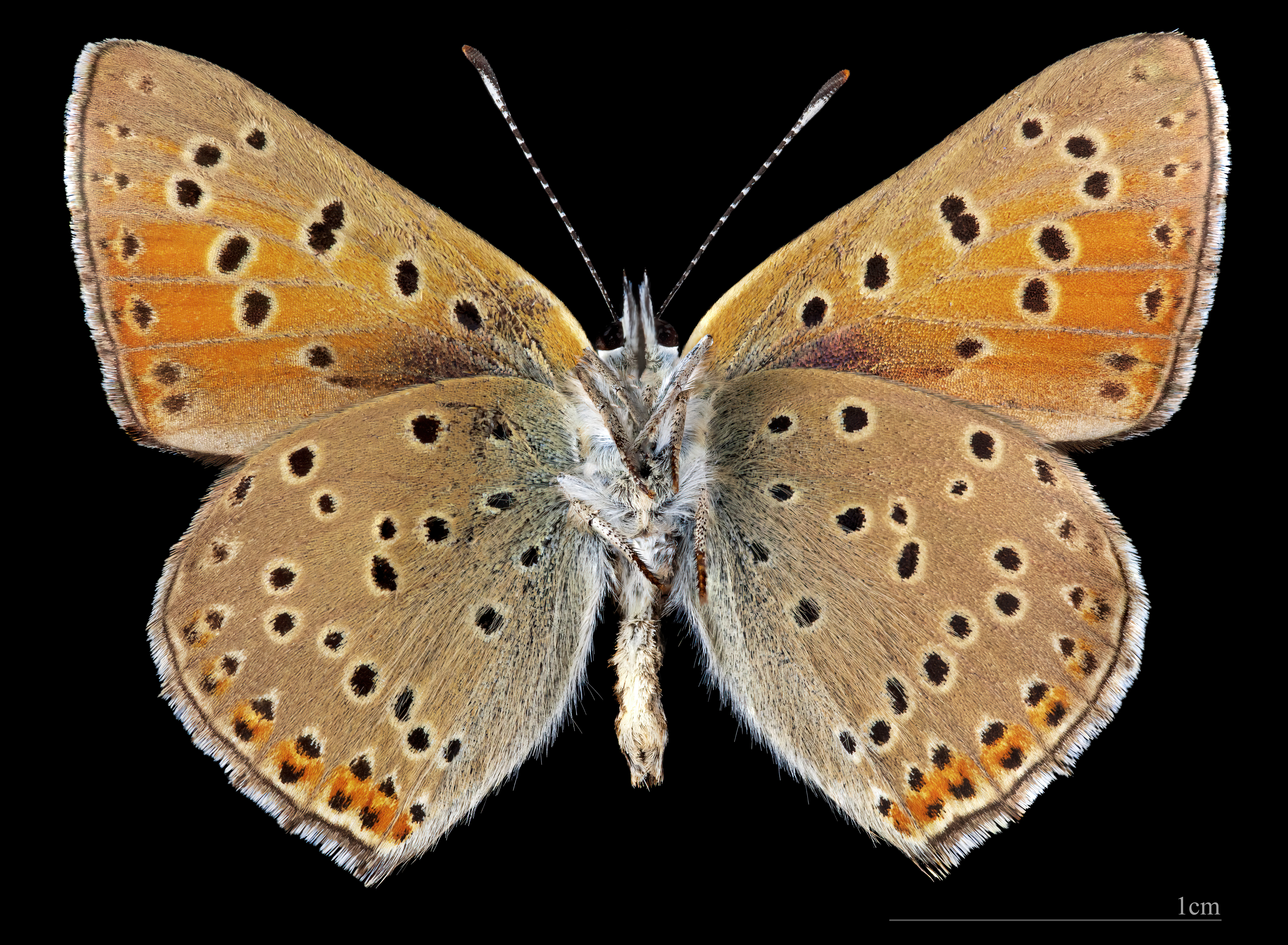
Lycaena hippothoe ♂   △

Het lichaam heeft een uitwendig skelet (exoskelet) dat de zachte inwendige organen op hun plaats houdt. Het buitenste huidskelet bestaat grotendeels uit chitine. De borst en rug zijn bruinzwart en het haar aan de bovenzijde is schaars. De onderzijde is dicht bedekt met grijswitte haren.

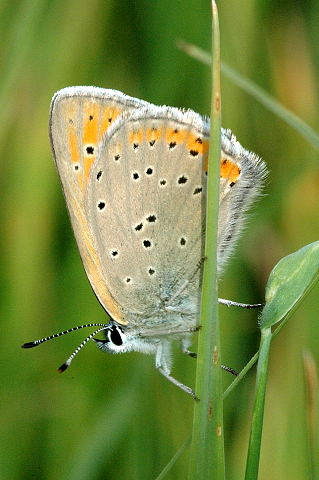
Onderzijde vleugel (mannetje) Rode vuurvlinder

De facetogen zijn donker. De kop is aan de voorkant smal, de palpen zijn groot en naar voren gericht. Vlinders verschillen van de meeste andere insecten doordat hun mond geen kaken en lippen heeft, maar een lange zuigslurf (proboscis) tussen de palpen. Wanneer het niet in gebruik is, wordt het in een spiraal opgerold, tussen de palpen, onder het hoofd. De antennes zitten boven en vlak naast de facetogen. De antennes zijn draadvormig en bestaan uit cilindrische, redelijk gelijksoortige schakels. De antenneknots is vlak of komvormig. De scharnieren zijn gekleurd zodat de antenne kleine ringen in zwart en wit heeft.
De poten zijn goed ontwikkeld bij de vrouwtjes, die al hun benen gebruiken om te lopen. Terwijl mannetjes wat verminderde voorpoten hebben en op de vier achterpoten lopen. Het dubbele klauwgewricht aan de voorpoten ontbreekt of is verkleind. Op het middelste paar botten is de borstel op het scheenbeen (tibia) goed ontwikkeld.

## Inwendige organen
De interne organen van het achterlichaam bestaan uit spijsverteringsorganen, voortplantingsorganen en ademhaling. Het inademen van vlinders gebeurt niet met de longen, maar met het in- en uitblazen van lucht via kleine gaatjes in het exoskelet (stigma). In het lichaam bevindt zich een zeer fijnmazig systeem van luchtpijpen dat de zuurstof naar de vitale delen van het lichaam geleidt. Een bloedvloeistof die in het lichaam circuleert, wordt rondgepompt door een langwerpig buisvormig hart. Het borstgedeelte bestaat grotendeels uit de spieren van de vleugels. Zintuiglijke organen, voor zicht, smaak en geur, bevinden zich meestal in het hoofd. Het zenuwstelsel bestaat uit een buikkoord met in elk lichaamssegment twee zenuwkoorden en één zenuwknoop (ganglion). Het eerste zenuwknoop, gelegen vóór de mondopening, is bijzonder groot en wordt de hersenen genoemd.

## Eieren en rupsenstatia

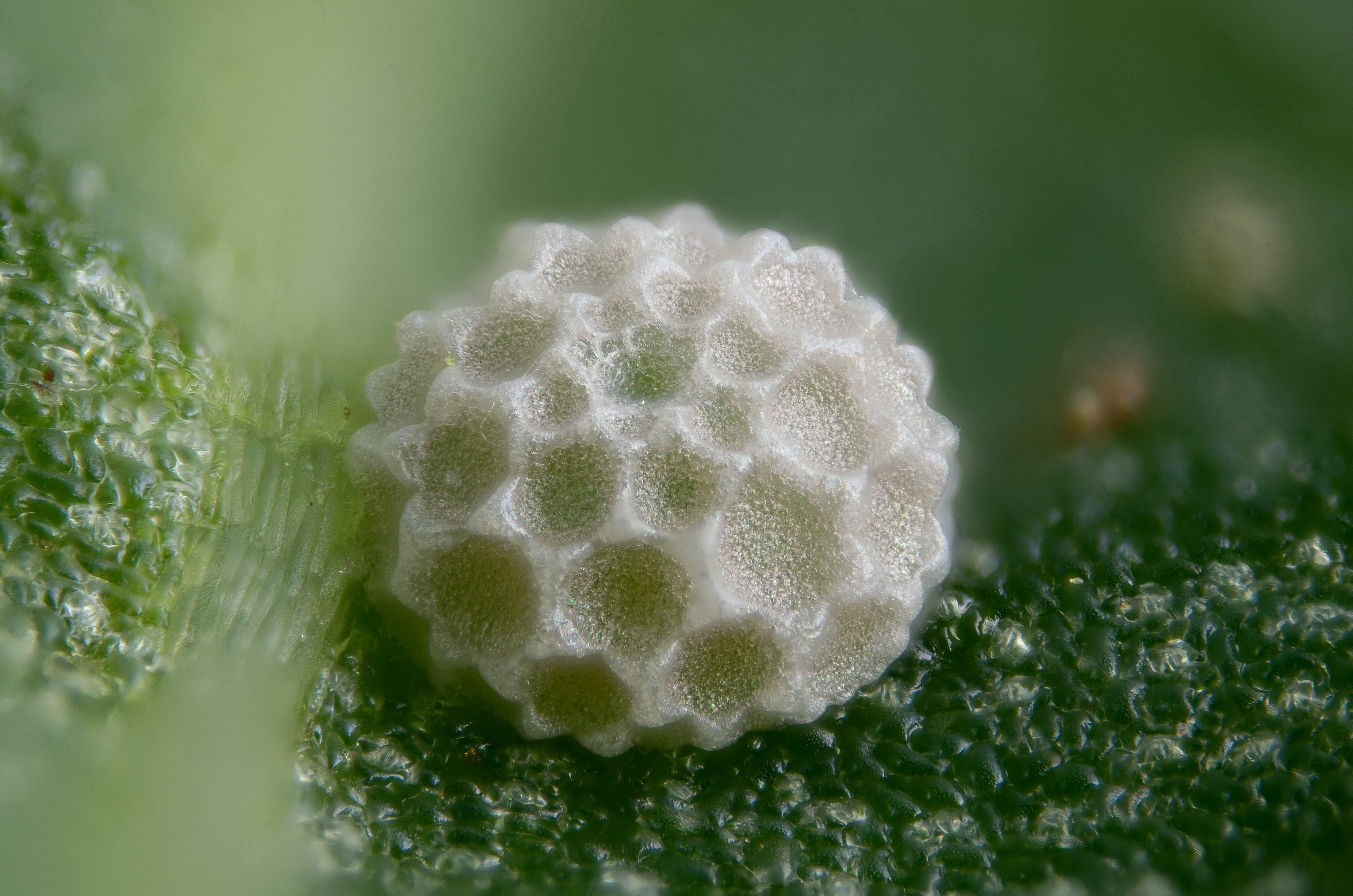
Ei van Rode vuurvlinder

Het ei is enigszins plat, met een vrij grof geperforeerd patroon.
De rups heeft over het algemeen een dikke huid en is behoorlijk winterhard. Het is groenachtig van kleur, met onduidelijke, zwakke markeringen en zonder duidelijke lengtestrepen. De onderkant is vlak, terwijl de bovenkant fluweel is. Het lichaam van de rups versmalt iets naar achteren.
Achter het hoofd, op het borststuk, dat uit drie gewrichten bestaat, bevinden zich drie paar botten. Verder naar achteren hebben de rupsen enkele buikpoten, dit zijn geen echte potten, maar uitgroeisels waarmee de rups zich kan vasthouden. Aan de achterkant heeft hij een anale voet (naschuiver).
De kop van de larve bestaat uit een harde kopkapsel met enkele puntige ogen (ocellus). Onder de ogen zitten enkele kleine antennes die de rups gebruikt om het juiste voedsel te vinden. Het achterlichaam van de larve bestaat vrijwel uitsluitend uit het spijsverteringsstelsel. Dit is vrij kort en een groot deel van het voedsel dat de rups eet, gaat voorbij voordat alle voeding is opgenomen. De ontlasting komt als kleine balletjes helemaal achterin het lichaam naar buiten. De larven ademen door openingen in het huidskelet (stigma), langs de zijkanten van het lichaam.

## Popstadia
De poppen zijn lichtbeige van kleur en boonvormig, onbeweeglijk en lijken op plantendelen zoals zaden of iets dergelijks.

## Levenscyclus
Rode vuurvlinders zijn te vinden op vochtige gras- en bloemrijke weiden in zowel bossen als open landschap.
Vlinders uit de familie Lycaenidae hebben normaal gesproken een rustige en vaak fladderende vlucht. Ze vliegen vaak korte tochten van bloem naar bloem. 'S Nachts en bij bewolkt weer rust de vlinder. De vliegtijd is van juni tot in augustus. De vleugels worden omhoog en uit het lichaam gehouden, en de enigszins bonte onderkant van de vleugels geeft de vlinder een zekere mate van camouflage en bescherming.
Volwassen vlinders uit de familie van de kleine pages,vuurvlinders en blauwtjes leven van de nectar die ze opzuigen uit de bloemen van verschillende planten (kruiden). Dankzij de roltong, aan de onderkant van de kop, kan de vlinder diep in de bloemen reiken om nectar op te zuigen. De roltong maakt vlinders afhankelijk van vloeibaar voedsel.

### Voortplanting
De paring vindt plaats door paring tussen de twee geslachten. Tijdens het paren scheiden de mannetjes een geur af via kleine geurschubben op de vleugels, dit kan ervoor zorgen dat het vrouwtje meer bereid is om te paren. Als een paartje tijdens de paring wordt gestoord, vliegt het mannetje meestal, terwijl het vrouwtje passief blijft hangen. Vrouwtjes die hebben gepaard, nemen vaak een speciale positie in, waarbij de vleugels enigszins vlak en gespreid worden gehouden, terwijl het achterlichaam omhoog wordt getild. De eieren worden individueel op de waardplant gelegd. Ze komen na een paar weken uit.

### rups
De rupsen zijn radicaal anders dan de volwassenen, zowel in hun manier van leven als in hun lichaamsbouw. De rupsen zijn langzaam en niet erg schuw. Ze hebben geen zichtbare verdedigingsfuncties, zoals het hoofd heen en weer gooien of het lichaam rollen bij aanraking. De larven overwinteren zo jong en blijven groeien tot het voorjaar. In het hoge noorden vindt de overwintering plaats in het eistadium, en de soort moet waarschijnlijk nog een keer overwinteren als larve of pop, voordat hij in het derde jaar uiteindelijk volwassen wordt.
De rups leeft als herbivoor, vooral op veldzuring.
De lichaamstemperatuur van de larve ligt tussen de 35 en 38 °C. Bij lagere temperaturen wordt de larve inactief. Daarom hebben larven van dagvlinders vaak zonlicht nodig om actief te zijn. Als het te warm wordt, regelt de rups de temperatuur door schaduw op te zoeken.

### Pop
Rode vuurvlinder behoort tot de groep insecten met volledige transformatie (Endopterygota insecten), die tijdens de ontwikkeling een metamorfose ondergaan. Tussen het larvenstadium en het volwassen stadium bevindt zich een popstadium, een rustperiode, waarin de interne en externe organen van de vlinder veranderen. Het soepele en zachte lichaam van de rups verandert in een pop met een harde schaal. Als de schaal hard is, begint de transformatie van larve naar volwassen (imago) glanzende vleugel. De interne organen worden in verschillende mate afgebroken tot een massa cellen. Er vindt een reorganisatie plaats en het dier wordt opnieuw opgebouwd. De verpoppingsperiode varieert afhankelijk van de temperatuur, meestal tussen twee en drie weken.

## Verspreiding
De rode vuurvlinder komt voor in Denemarken, Zweden en Finland. In het oosten van Noorwegen, het meest zuidelijke en noordelijke deel van Oost-Noorwegen, gebruikelijk op de Hardangervidda. In Midden-Noorwegen, ten noorden van Finnmark. Komt zelden tot helemaal aan de kust. Gevonden in Europa en oostwaarts in Azië.
De soort is in Europa achteruitgegaan, maar lijkt het goed te doen in de bergen van Noorwegen. Maar ook in de Alpen en de Balkan. Met name in berggebieden tot een hoogte van 2500 meter. De soort wordt af en toe nog waargenomen in Nederland, Duitsland enBelgië.

## Waardplanten
De waardplant is veldzuring.

## Ondersoorten
- Lycaena hippothoe hippothoe
  - = Papilio chryseis Denis & Schiffermüller, 1775
  - = Papilio euridice Rottemburg, 1775
- Lycaena hippothoe amurensis (Staudinger, 1892)
- Lycaena hippothoe cisalpina (Fruhstorfer, 1909)
- Lycaena hippothoe eurybia (Ochsenheimer, 1808)
  - = Heodes hippothoe sajana Kozhantshikov, 1923
- Lycaena hippothoe eurydame (Hoffmannsegg, 1806)
- Lycaena hippothoe stiberi (Gerhard, 1853)